# Moulin à eau de la Théoule
Pour les articles homonymes, voir Moulin à eau (homonymie).
Le moulin à eau de la Théoule est un moulin à eau située sur la commune de Cordes-Tolosannes, dans le département de Tarn-et-Garonne en France.

## Localisation
Le Moulin à eau de la Théoule a été construit sur la Gimone ou il forme un pont-barrage.

## Description
C'est un moulin à farine fortifié du XVIe siècle.

## Historique
Le moulin à farine de la Théoule a été construit par les moines cisterciens de l’abbaye de Belleperche dont il fut une dépendance, entre 1480 et 1520. Il reste en fonctionnement jusqu'en 1952, il a été restauré de 1977 à 1980.
Le moulin à eau de la Théoule est inscrit au titre des monuments historiques par arrêté du 12 mai 1984.